# Dimmi dove sei
Dimmi dove sei è un singolo del cantautore italiano Leo Gassmann, pubblicato il 28 giugno 2019 come secondo estratto dal primo album in studio Strike.

## Video musicale
Il videoclip è stato pubblicato il 5 luglio 2019 sul canale YouTube del cantante.

## Tracce
1. Dimmi dove sei – 3:28